# Jöriflüelafurgga
Jöriflüelafurgga är ett bergspass i Schweiz. Det ligger i regionen Prättigau/Davos och kantonen Graubünden, i den östra delen av landet. Jöriflüelafurgga ligger 2 723 meter över havet.
Trakten runt Jöriflüelafurgga består i huvudsak av kala bergstoppar och taluskon. I dalgångarna finns gräsmarker. Stigen över passet har ofta skarpa klippor och lösa sten. Vandringar under ostatiga väderförhållanden bör undvikas. Öster om passet ligger Jörisjöarna i en sänka.